# Gleti
Gleti est une déesse de la lune du peuple fon du Royaume du Dahomey, situé dans l'actuel Bénin,.
Dans la mythologie du Dahomey, elle est la mère de toutes les étoiles. Une éclipse est causée par l'ombre du mari de la lune traversant son visage.